# بات هوارد
بات هوارد (بالإنجليزية: Pat Howard)‏ (7 أكتوبر 1947 في المملكة المتحدة - ) هو لاعب كرة قدم بريطاني في مركز قلب الدفاع. لعب مع برمنغهام سيتي ونادي أرسنال ونادي بارنسلي ونادي بوري ونيوكاسل يونايتد وبورتلاند تيمبرز.

## وصلات خارجية
- بات هوارد على موقع قاعدة بيانات كرة القدم.إي يو (الإنجليزية)